# Rymdsond

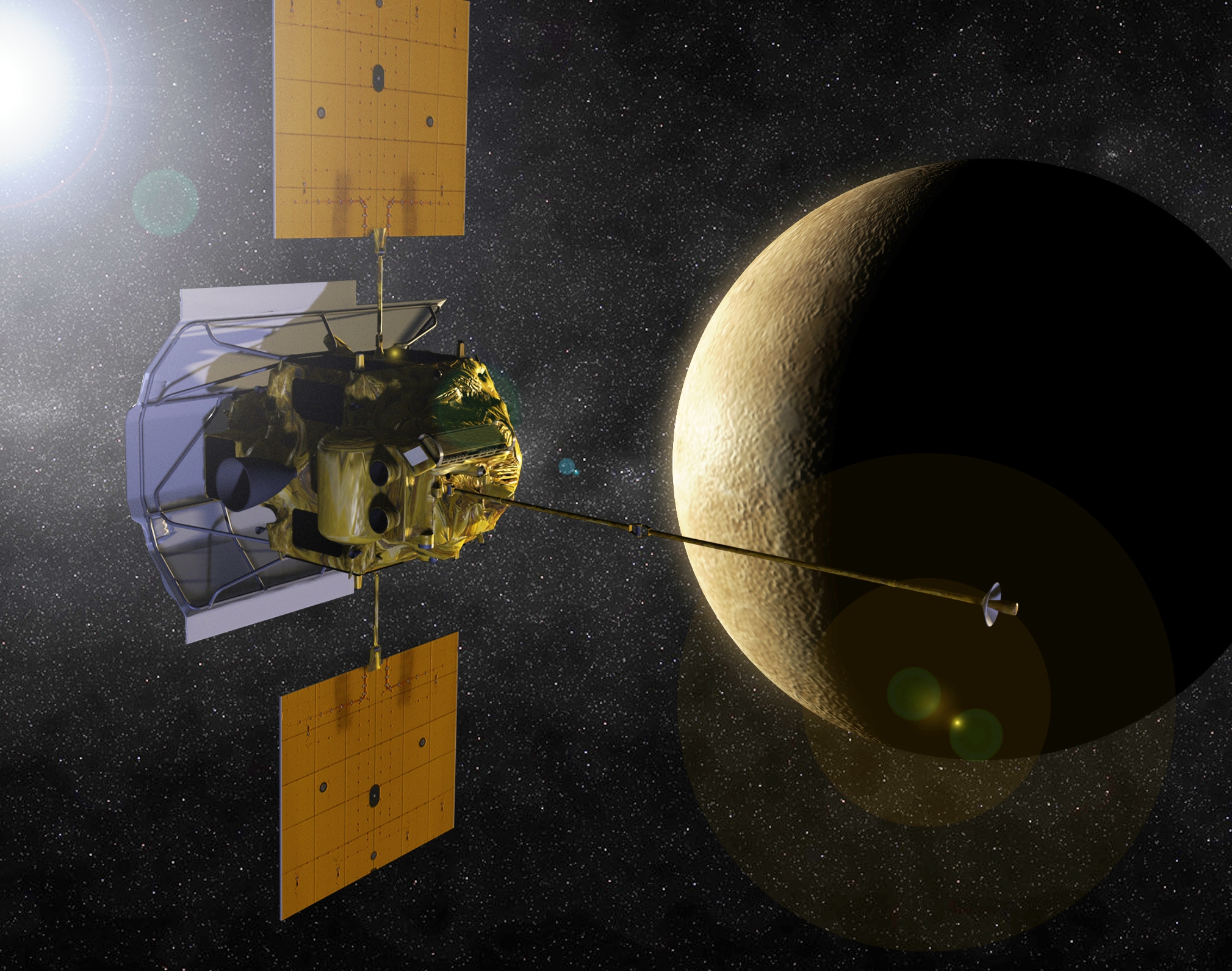
Rymdsonden MESSENGER anländer till Merkurius. Bild: NASA

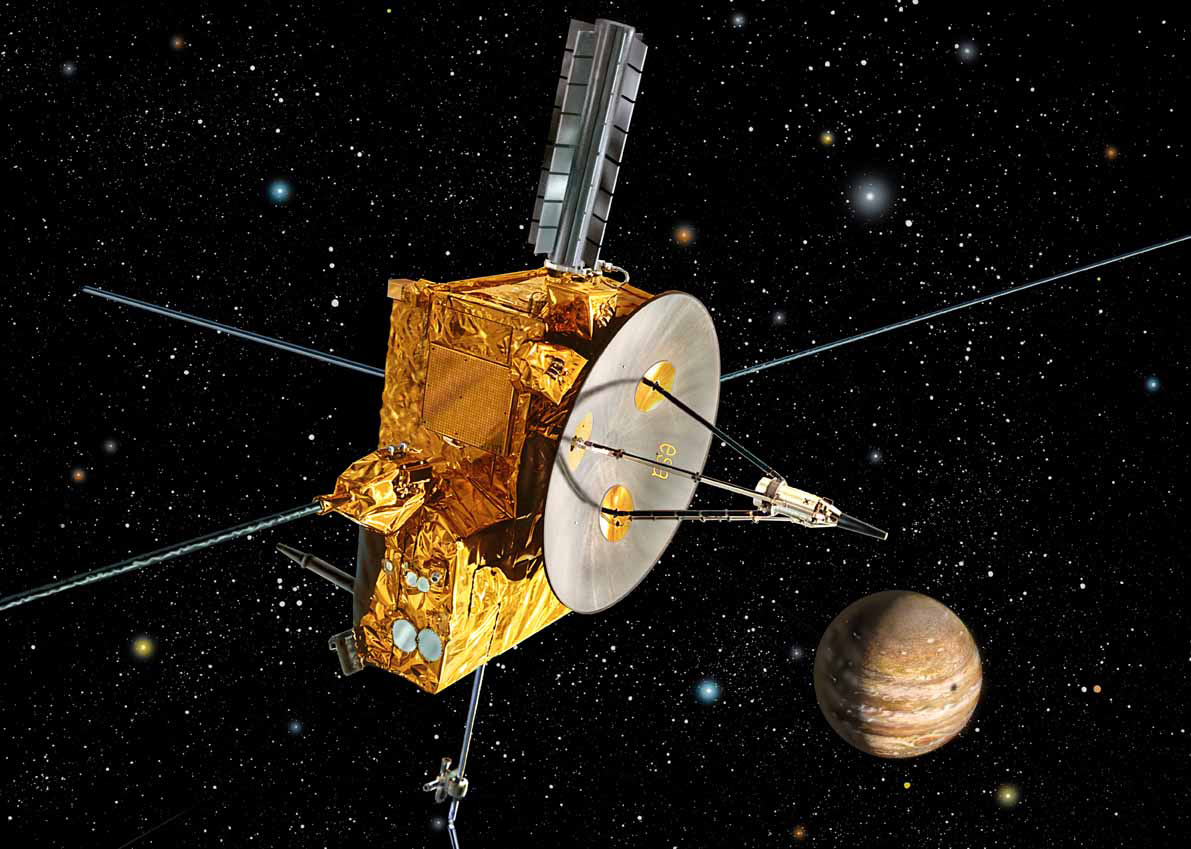
Ulysses passerar Jupiter. Bild: NASA/ESA

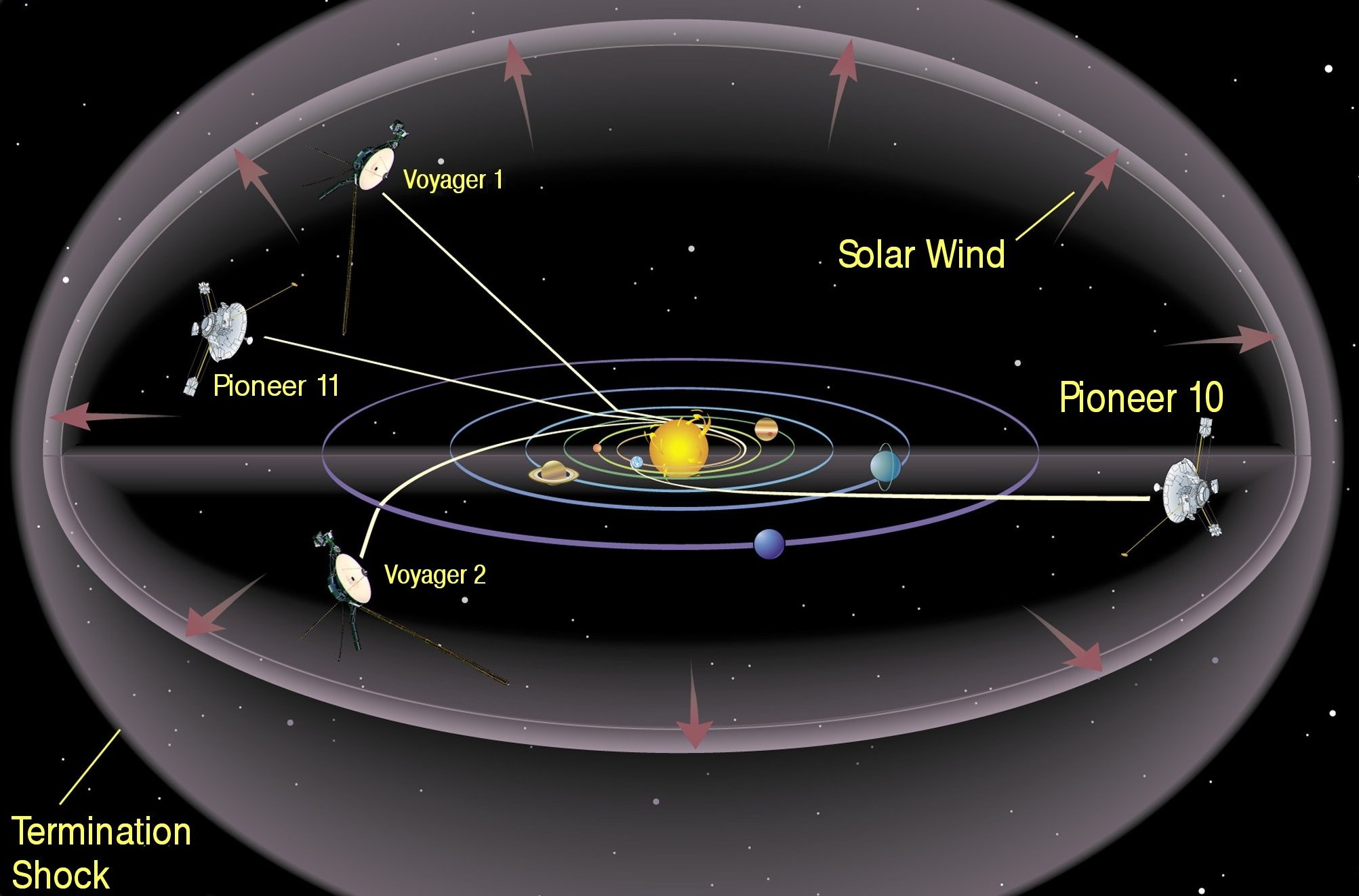
Rymdsonder som lämnat solsystemet. Bild: NASA

Rymdsond, sond, är en obemannad rymdfarkost som ofta styrs från en kontrollstation på jorden och som samlar in information som används i forskning eller av vetenskapsmän för att bevisa olika teser inom exempelvis astronomi eller fysik.

## Olika sonder
Rymdsonder delas in i tre underkategorier - interplanetära sonder, interstellära sonder eller satelliter, vilket är följeslagare, till olika himlaobjekt.

### Interplanetära sonder
Interplanetära sonder är sonder som skickas mellan olika planeter eller andra himlaobjekt inom solsystemet. Den första interplanetariska sonden var Luna 1 som sändes upp av Sovjetunionen 2 januari 1959 mot månen.
Luna 1 missade månen med 5000 km och har sedan hamnat i bana runt solen. Den första sonden att nå månen var Luna 2 som skickades upp 12 september 1959. Luna 2 kraschade på månens yta och kunde därför inte ge några som helst tekniska data från månen. Luna 9 som sändes upp 31 januari 1966 blev det första av människor tillverkade föremålet att mjuklanda på månen och sända tekniska data från sonden tillbaka till jorden. Landningen med Luna 9 skedde 3 februari.
Den första landningen på en annan planet gjordes på Venus den 15 december 1970 med sonden Venera 7 som sköts upp av Sovjetunionen 17 augusti 1970.
USA och NASA sände upp marssonderna Viking 1 och Viking 2 från Cape Canaveral 20 augusti respektive 9 september 1975. De gjorde varsin mjuklandning på Mars yta 20 juli respektive 3 september 1976.
Voyager 1 och Voyager 2 som sköts upp av NASA 5 september respektive 20 augusti 1977, se nedan under Interstellära sonder, undersökte på sin väg ut i rymden på avstånd bland annat Jupiter och Saturnus. Voyager 2 undersökte också Neptunus och Uranus.
Den 18 oktober 1989 sändes rymdsonden Galileo upp för att gå in i omloppsbana runt Jupiter. Dit kom den i juli 1995.
NASA sände upp sonden Cassini-Huygens den 15 oktober 1997. Den gick in i omloppsbana runt Saturnus den 1 juli 2004. 
Pluto, som för övrigt inte är en planet, utan en dvärgplanet (det beslöts den 23 augusti 2006 av Internationella Astronomiska Rådet, efter en långvarig tvist), passerades av en rymdsond. Det är sonden New Horizons som sköts upp 2006 (medan Pluto var en planet) och som passerade Pluto 2015.

### Interstellära sonder
Interstellära sonder är sonder som skickas ut i den interstellära rymden vilket är utanför vårt eget solsystem. Till dags dato är det bara 4 existerande sonder som har skickats ut ur vårt solsystem: Pioneer 10 och Pioneer 11 som sändes ut i rymden 3 mars 1972 respektive 
6 april 1973 samt Voyager 1 och Voyager 2 som sändes ut i rymden 1977. Voyager-sonderna har sedan 2000 sänt tillbaka värdefull information om Heliopausen som är den yttersta gränsen för hur långt ut solen har påverkan i rymden.

### Satelliter
Det som vi idag är mest bekant med när det gäller rymdsonder är de satelliter som ligger i bana runt jorden. Satelliter runt jorden kallas allmänt för jordsatelliter. Ordet satellit betyder följeslagare. Det ryska ordet för följeslagare är Sputnik. Jordsatelliterna har många olika användningsområden som jordresurssatelliter, fjärranalyssatelliter, navigeringssatelliter, spionsatelliter, rymdteleskop, kommunikationssatelliter, vädersatelliter, etc. Satelliter finns i dag också runt månen och Mars.